# Atractus oculotemporalis
Atractus oculotemporalis är en ormart som beskrevs av Amaral 1932. Atractus oculotemporalis ingår i släktet Atractus och familjen snokar. Inga underarter finns listade.
Arten är endast känd från en fyndplats i departementet Antioquía i Colombia där en individ upptäcktes. Den hittades vid cirka 2000 meter över havet. Antagligen vistas Atractus oculotemporalis i skogar och troligen gräver den i marken liksom andra släktmedlemmar. Enligt uppskattningar lägger honor ägg.
Intensivt skogsbruk och gruvdrift kan vara hot mot beståndet. Allmänt är inte känt hur arten påverkas. IUCN listar arten med kunskapsbrist (DD).